# Extend
«Extend» — дебютный полноформатный студийный альбом экспериментатора электронной музыки Milanese, изданный на британском независимом лейбле Planet Mu, и представляющий собой столкновение таких жанров, как грайм, дабстеп, драм-н-бейс, техно и нойз. Изначально дата релиза была назначена на 11 сентября 2006 года, но впоследствии она была перенесена на 25 сентября. Тем не менее, альбом уже с 11 сентября был доступен в онлайн-магазине Bleep.com в формах MP3 (320 кбит/с) и FLAC.
Альбому предшествовал сингл «Dead Man Walking», записанный совместно с эмси из грайм-проекта Virus Syndicate, и изданный объединёнными усилиями лейблов Planet Mu и Tyke. Кроме «V.I.P.» версии заглавного трека, на сингле также представлен ремикс этого трека от дабстеп-продюсера Distance.
Трек Caramel Cognac с этого альбома является обновлённой версией трека Cognac, изначально изданного под именем Various Production. А сам альбом «Extend» является логическим продолжением наработок в мини-альбоме «1 Up», который Milanese записал для лейбла Warp Records в 2004 году.

## Список композиций
1. Mr Bad News (6:07)
2. Dead Man Walking (3:37) — совместно с Virus Syndicate
3. Caramel Cognac (5:51)
4. Peggy Flynn III (3:26)
5. Mr Ion (4:07)
6. Barry (4:46)
7. Sight Beyond Sight (6:12)
8. Boss Eye (1:03)
9. One Eye (2:35)
10. Tony Sombrero (2:10)